# مدل ماسفت ایی‌کی‌وی
مدل ماسفت ایی‌کی‌وی (به انگلیسی: EKV MOSFET model) یک مدل ریاضی ترانزیستورهای نیم‌رسانای اثر میدان فلز اکسید (ماسفت) است که برای شبیه‌سازی مدار و طراحی مدار آنالوگ در نظر گرفته شده‌است. این کار توسط سی.سی. اِنز، اف. کرومیناکر و ایی. ای. ویتو (از این رو مقدمات ایی‌کی‌وی) در حدود ۱۹۹۵ توسعه داده شده‌است و بخشی از کارهایی است که در دهه ۱۹۸۰ انجام داده بودند. بر خلاف مدل‌های ساده‌تر مانند مدل درجه دو، مدل ایی‌کی‌وی حتی وقتی ماسفت در ناحیه زیرآستانه کار می‌کند (مثلاً وقتی {\displaystyle V_{bulk}=V_{source}} باشد، ماسفت در زیرآستانه است هنگامی که {\displaystyle V_{gate-source}<V_{Threshold}}). علاوه بر این، این مدل‌ها بسیاری از اثرات ویژه در طراحی مدارهای مجتمع سیماس زیرمیکرومتر دیده می‌شود.